# Интернационал (гимн)
«Интернациона́л» (фр. L’Internationale, от лат. inter — между и natio — нация) — международный пролетарский гимн; гимн коммунистических партий, социалистов и анархистов, официальный гимн РСФСР (1918—1944), СССР (1922—1944), Дальневосточной республики (1920—1922), Украинской ССР (1918—1949), Белорусской ССР (1919—1952), Китайской Советской Республики (1931—1937), а также Закавказской СФСР, и Тувинской НР (1921—1944).
В. И. Ленин писал об «Интернационале»: «Эта песня переведена на все европейские, и не только европейские языки… В какую бы страну ни попал сознательный рабочий, куда бы ни забросила его судьба, каким бы чужаком ни чувствовал он себя, без языка, без знакомых, вдали от родины, он может найти себе товарищей и друзей по знакомому напеву „Интернационала“».

## История создания
Текст принадлежит французскому поэту, анархисту, члену Первого интернационала и Парижской коммуны Эжену Потье. Был написан в дни разгрома Парижской коммуны (1871) и первоначально пелся на мотив «Марсельезы»; опубликован в 1887 году. На музыку Пьера Дегейтера впервые исполнен 23 июня 1888 года в Лилле хором «Лира трудящихся» в здании по адресу: улица Виньет, д. 21, и в том же году издан. Широко распространился и был переведён на множество языков. В 1910 году на Международном социалистическом конгрессе, проходившем в Копенгагене, «Интернационал» принят как гимн международного социалистического движения.
На русский язык текст «Интернационала» перевёл в 1902 году Аркадий Яковлевич Коц (1872—1943). Русский текст, опубликованный в журнале «Жизнь», представляет собой перевод 1-й, 2-й и 6-й строф текста Эжена Потье. В 1931 году А. Я. Коц перевёл остававшиеся непереведёнными строфы (полный текст его перевода опубликован в 1937 году).
«Интернационал» в версии А. Я. Коца в России стал общепризнанным партийным гимном революционной социал-демократии, с начала 1918 года — гимном РСФСР, затем СССР. В связи с утверждением нового государственного гимна СССР в 1944 году «Интернационал» стал официальным гимном ВКП(б).
В XXI веке «Интернационал» является официальным гимном КПРФ, РРП, РКРП-КПСС, а также РКСМ(б).

## Оригинальная версия
Оригинальный текст на французском языке:
| Первоначальная версия (1871) Couplet 1 : Debout ! l'âme du prolétaire Travailleurs, groupons-nous enfin. Debout ! les damnés de la terre ! Debout ! les forçats de la faim ! Pour vaincre la misère et l'ombre Foule esclave, debout ! debout ! C'est nous le droit, c'est nous le nombre : Nous qui n'étions rien, soyons tout : Refrain : C’est la lutte finale Groupons-nous et demain L’Internationale Sera le genre humain : Couplet 2 : Il n’est pas de sauveurs suprêmes : Ni Dieu, ni César, ni Tribun. Travailleurs, sauvons-nous nous-mêmes ; Travaillons au salut commun. Pour que les voleurs rendent gorge, Pour tirer l’esprit du cachot, Allumons notre grande forge ! Battons le fer quand il est chaud ! Refrain Couplet 3 : Les Rois nous saoulaient de fumées Paix entre nous ! guerre aux Tyrans ! Appliquons la grève aux armées Crosse en l’air ! et rompons les rangs ! Bandit, prince, exploiteur ou prêtre Qui vit de l'homme est criminel ; Notre ennemi, c'est notre maître : Voilà le mot d'ordre éternel. Refrain Couplet 4 : L'engrenage encor va nous tordre : Le capital est triomphant ; La mitrailleuse fait de l'ordre En hachant la femme et l'enfant. L'usure folle en ses colères Sur nos cadavres calcinés Soude à la grève des Salaires La grève des assassinés. Refrain Couplet 5 : Ouvriers, Paysans, nous sommes Le grand parti des travailleurs. La terre n’appartient qu’aux hommes. L'oisif ira loger ailleurs. C'est de nos chairs qu'ils se repaissent ! Si les corbeaux si les vautours Un de ces matins disparaissent … La Terre tournera toujours. Refrain Couplet 6 : Qu'enfin le passé s'engloutisse ! Qu'un genre humain transfiguré Sous le ciel clair de la Justice Mûrisse avec l'épi doré ! Ne crains plus les nids de chenilles Qui gâtaient l'arbre et ses produits Travail, étends sur nos familles Tes rameaux tout rouges de fruits ! Refrain | Версия 1887 года Couplet 1 Debout ! les damnés de la terre ! Debout ! les forçats de la faim ! La raison tonne en son cratère, C’est l’éruption de la fin. Du passé faisons table rase, Foule esclave, debout ! debout ! Le monde va changer de base : Nous ne sommes rien, soyons tout ! Refrain C’est la lutte finale Groupons-nous, et demain, L’Internationale, Sera le genre humain. Couplet 2 Il n’est pas de sauveurs suprêmes, Ni Dieu, ni César, ni tribun, Producteurs sauvons-nous nous-mêmes ! Décrétons le salut commun ! Pour que le voleur rende gorge, Pour tirer l’esprit du cachot, Soufflons nous-mêmes notre forge, Battons le fer quand il est chaud ! Refrain Couplet 3 L’État comprime et la loi triche, L’impôt saigne le malheureux ; Nul devoir ne s’impose au riche, Le droit du pauvre est un mot creux. C’est assez languir en tutelle, L’égalité veut d’autres lois : « Pas de droits sans devoirs, dit-elle, Égaux, pas de devoirs sans droits ! » Refrain Couplet 4 Hideux dans leur apothéose, Les rois de la mine et du rail, Ont-ils jamais fait autre chose, Que dévaliser le travail ? Dans les coffres-forts de la bande, Ce qu’il a créé s’est fondu. En décrétant qu’on le lui rende, Le peuple ne veut que son dû. Refrain Couplet 5 Les Rois nous saoûlaient de fumées, Paix entre nous, guerre aux tyrans ! Appliquons la grève aux armées, Crosse en l’air et rompons les rangs ! S’ils s’obstinent, ces cannibales, À faire de nous des héros, Ils sauront bientôt que nos balles Sont pour nos propres généraux. Refrain Couplet 6 Ouvriers, Paysans, nous sommes Le grand parti des travailleurs ; La terre n’appartient qu’aux hommes, L'oisif ira loger ailleurs. Combien de nos chairs se repaissent ! Mais si les corbeaux, les vautours, Un de ces matins disparaissent, Le soleil brillera toujours ! Refrain |

## Официальная версия гимна РСФСР и СССР
Три куплета «Интернационала» в переводе А. Я. Коца с небольшими изменениями составили государственный гимн РСФСР (1918—1922), а после образования Советского Союза (1922) он же стал гимном СССР (1922—1944):

Вставай, проклятьем заклеймённый,
Весь мир голодных и рабов!
Кипит наш разум возмущённый
И смертный бой вести готов.
Весь мир насилья мы разрушим
До основанья, а затем
Мы наш, мы новый мир построим —
Кто был ничем, тот станет всем.
Припев:
Это есть наш последний
И решительный бой;
С Интернационалом
Воспрянет род людской!×2
Никто не даст нам избавленья:
Ни бог, ни царь и не герой.
Добьёмся мы освобожденья
Своею собственной рукой.
Чтоб свергнуть гнёт рукой умелой,
Отвоевать своё добро,
Вздувайте горн и куйте смело,
Пока железо горячо!
Припев.×2
Лишь мы, работники всемирной
Великой армии труда,
Владеть землёй имеем право,
Но паразиты — никогда!
И если гром великий грянет
Над сворой псов и палачей,
Для нас всё так же солнце станет
Сиять огнём своих лучей.
Припев.×2
В ранней версии перевода фраза «Весь мир насилья мы разрушим» звучала как «Весь мир насилья мы разроем», в рифму с «Мы наш, мы новый мир построим», а в припеве звучало «это будет последний и решительный бой». Последнее обстоятельство, в частности, отражено в поэме В. Маяковского «Хорошо!»:

 А в Смольном

             толпа,

                  растопырив груди,

 покрывала

         песней

               фейерверк сведений.

 Впервые

       вместо:

              -и это будет...-

 пели:

     -и это есть

                наш последний...-

### Полная версия в переводе А. Я. Коца
Вставай, проклятьем заклеймённый,
Весь мир голодных и рабов!
Кипит наш разум возмущённый
И в смертный бой вести готов.
Весь мир насилья мы разрушим
До основанья, а затем
Мы наш, мы новый мир построим,
Кто был никем — тот станет всем!
Припев:
Это есть наш последний
И решительный бой;
С Интернационалом
Воспрянет род людской!
II
Никто не даст нам избавленья:
Ни Бог, ни царь и ни герой —
Добьёмся мы освобожденья
Своею собственной рукой.
Чтоб свергнуть гнёт рукой умелой,
Отвоевать своё добро, —
Вздувайте горн и куйте смело,
Пока железо горячо!
Припев.
III
Довольно кровь сосать, вампиры,
Тюрьмой, налогом, нищетой!
У вас — вся власть, все блага мира,
А наше право — звук пустой!
Мы жизнь построим по-иному —
И вот наш лозунг боевой:
Вся власть народу трудовому!
А дармоедов всех долой!
Припев.
IV
Презренны вы в своём богатстве,
Угля и стали короли!
Вы ваши троны, тунеядцы,
На наших спинах возвели.
Заводы, фабрики, палаты —
Всё нашим создано трудом.
Пора! Мы требуем возврата
Того, что взято грабежом.
Припев.
V
Довольно королям в угоду
Дурманить нас в чаду войны!
Война тиранам! Мир Народу!
Бастуйте, армии сыны!
Когда ж тираны нас заставят
В бою геройски пасть за них —
Убийцы, в вас тогда направим
Мы жерла пушек боевых!
Припев.
VI
Лишь мы, работники всемирной
Великой армии труда
Владеть землёй имеем право,
Но паразиты — никогда!
И если гром великий грянет
Над сворой псов и палачей,
Для нас всё также солнце станет
Сиять огнём своих лучей.
Припев.

## Другие переводы
В биографии Эжена Потье, изданной в 1985 году, В. Дмитриев, автор одного из переводов Интернационала, писал:

В дальнейшем появились и другие переводы гимна на русский язык. Откликнувшись на призыв Ю. Стеклова, полностью перевели «Интернационал» в 1919 году А. Тиртейский, А. Зарницын, И. Смирнов, С. Гусляров, в 1921 году — С. Френкель (с пропуском второй строфы), в 1927 году — С. Заяицкий совместно с Л. Остроумовым, в 1932 году — А. Гатов, в 1948 году — автор этих строк, в 1971 году — Н. Сотников совместно с В. Владимировым. Всего сейчас насчитывается пятнадцать переводов бессмертного гимна на русский язык.
Каждый из этих переводов имеет свои особенности, свои достоинства и недостатки, зависящие и от таланта переводчика, и от степени владения им французским языком, и, наконец, от принципов художественного перевода, которых он придерживался. Разные переводчики по-разному воспроизводили один и тот же образ, одну и ту же мысль. Одни места лучше получались у одного переводчика, другие — у другого.
— Дмитриев В. Г. «Эжен Потье»

### Перевод Зарницына
Третий, четвёртый и пятый куплеты «Интернационала» в переводе Зарницына (напечатано в «Известиях ВЦИК» № 21 и 34, 1919 год):

Нас давит власть и лгут законы,
Налог навис над беднотой,
Богач сгребает миллионы,
Права рабочих звук пустой.
Мы под опекой жили долго, —
Пора! Закон равенства прав, —
Он говорит: «Нет прав без долга.
Равно и долга нет без прав!»
Гнусны при всей кичливой славе
Владыки фабрик, шахт и руд:
Твердят о долге и о праве,
А сами жадно грабят труд.
У них наш труд лежит по кассам.
Залитый в золото хитро,
Пускай вернут рабочим массам
Назад народное добро!
Цари нам голову дурманят,
Мы — мирный труд. Война — царям;
Пусть стачка армий грозно грянет:
Из строя прочь и — по домам!
И пусть посмеют патриоты
В нас пыл разжечь для их атак, —
Мы сразу наши пулемёты
Направим в собственных вояк.

### Перевод Граевского и Майского
Сделанный В. Граевским и К. Майским (на основании переводов Коца, Гатова и оригинального французского текста) полный перевод на русский язык песни «Интернационал» был опубликован в 2006 году.

## Оценки
Русский поэт Игорь Тальков в своём театрализованном спектакле «Суд» охарактеризовал «Интернационал» как «гениальный марш дебилов» на мотив «Чижика-пыжика»:
В арифметике есть такое правило, — его каждый ребёнок знает, начальных классов учащийся: Ноль, как его не умножай, так и остаётся нулём… А в этом гениальном марше, почему-то, те кто был ничем, вдруг «станут всем».
Эта оценка Тальковым «Интернационала» была раскритикована впоследствии российским музыкальным критиком Александром Морсиным.